# 마에다 리오
마에다 리오(일본어: 前田 陸王, 2002년 3월 31일~)는 일본의 축구 선수이다.

## 구단 경력
그는 2024년 J3리그의 마쓰모토 야마가 FC에 입단했다.